# Angelo Sodano
Angelo Sodano (Isola d’Asti, 1927. november 23. – Róma, 2022. május 27.) olasz katolikus érsek, bíboros, korábbi bíboros államtitkár, a Bíborosi Kollégium emeritus dékánja.

## Pályafutása
1950. szeptember 23-án szentelték pappá.

### Püspöki pályafutása
1977. november 30-án Nova Caesaris címzetes érsekévé és chilei apostoli nunciussá nevezték ki. 1978. január 15-én szentelte püspökké Antonio Samorè bíboros, Agostino Casaroli érsek és Vito Nicola Cavanna asti püspök.
1988. május 23-án a Római Kúria titkárává, 1989. március 1-jén a Pápai Államtitkárság államokkal való kapcsolatokért felelős titkárává nevezték ki.
1991. június 28-án a II. János Pál pápa bíborossá kreálta, és június 29-én bíboros államtitkárrá nevezte ki; ezt a posztot 2005-ig, a pápa haláláig töltötte be.
2002-ben a Bíborosi Kollégium dékánhelyettesévé, 2005-ben dékánjává választották (ezzel az Ostiai szuburbikárius egyházmegye bíborosa lett); lemondását 2019-ben fogadta el Ferenc pápa.